# ایبز
ایبز (به فرانسوی: Aibes) یک کمون در فرانسه است که در نور-پا-دو-کاله واقع شده‌است.

## خصوصیات
ایبز ۹٫۲۳ کیلومترمربع مساحت و ۳۵۴ نفر جمعیت دارد و ۳۷ متر بالاتر از سطح دریا واقع شده‌است.